# Ángel Luis Pérez Pérez
Ángel Perez (Avilés, 21 de febrer de 1981) és un futbolista asturià, que ocupa la posició de defensa.

## Carrera esportiva
Format al planter del Reial Oviedo, debuta amb els asturians a Segona Divisió a la campanya 01/02, jugant 35 partits. La temporada següent la comença a l'Oviedo, però després marxa al RCD Mallorca, amb qui debuta a primera divisió, en l'únic partit que hi juga.
Recalaria després en el Córdoba CF i el CD Numancia, ambdós a Segona Divisió i en ambdós sent suplent. La seua carrera prossegueix per equips de Segona B i Tercera, com el Palencia, el Marino o el Montañeros.